# Bunt żołnierzy BDR w Bangladeszu
Bunt żołnierzy BDR w Bangladeszu w 2009 r. – bunt żołnierzy BDR (Bangladesh Rifles) rozpoczęty 25 lutego 2009. Bunt żołnierzy paramilitarnych oddziałów ochrony pogranicza był znakiem protestu przeciwko niskiemu żołdowi oraz złym warunkom sanitarnym.
Do walki przeciwko zbuntowanym żołnierzom wyruszyła armia narodowa Bangladeszu i miejscowa policja. Pierwsze walki miały miejsce w stolicy kraju – Dhace. Buntownicy wzięli około stu zakładników, w tym dowódcę BDR. Następnie pod naciskiem wojsk uwolnili dzieci i kobiety.

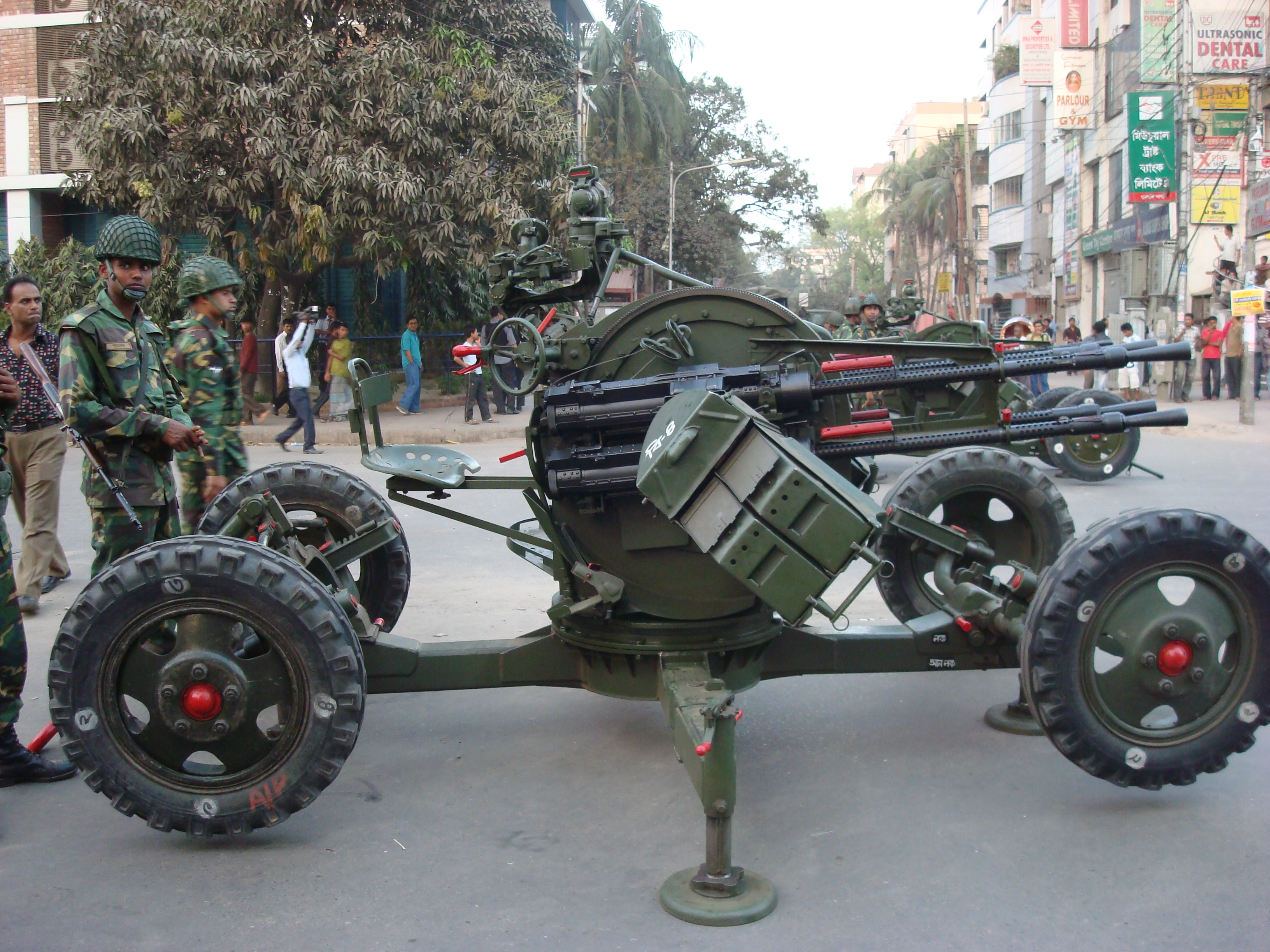
Artyleria na ulicach Dhaki

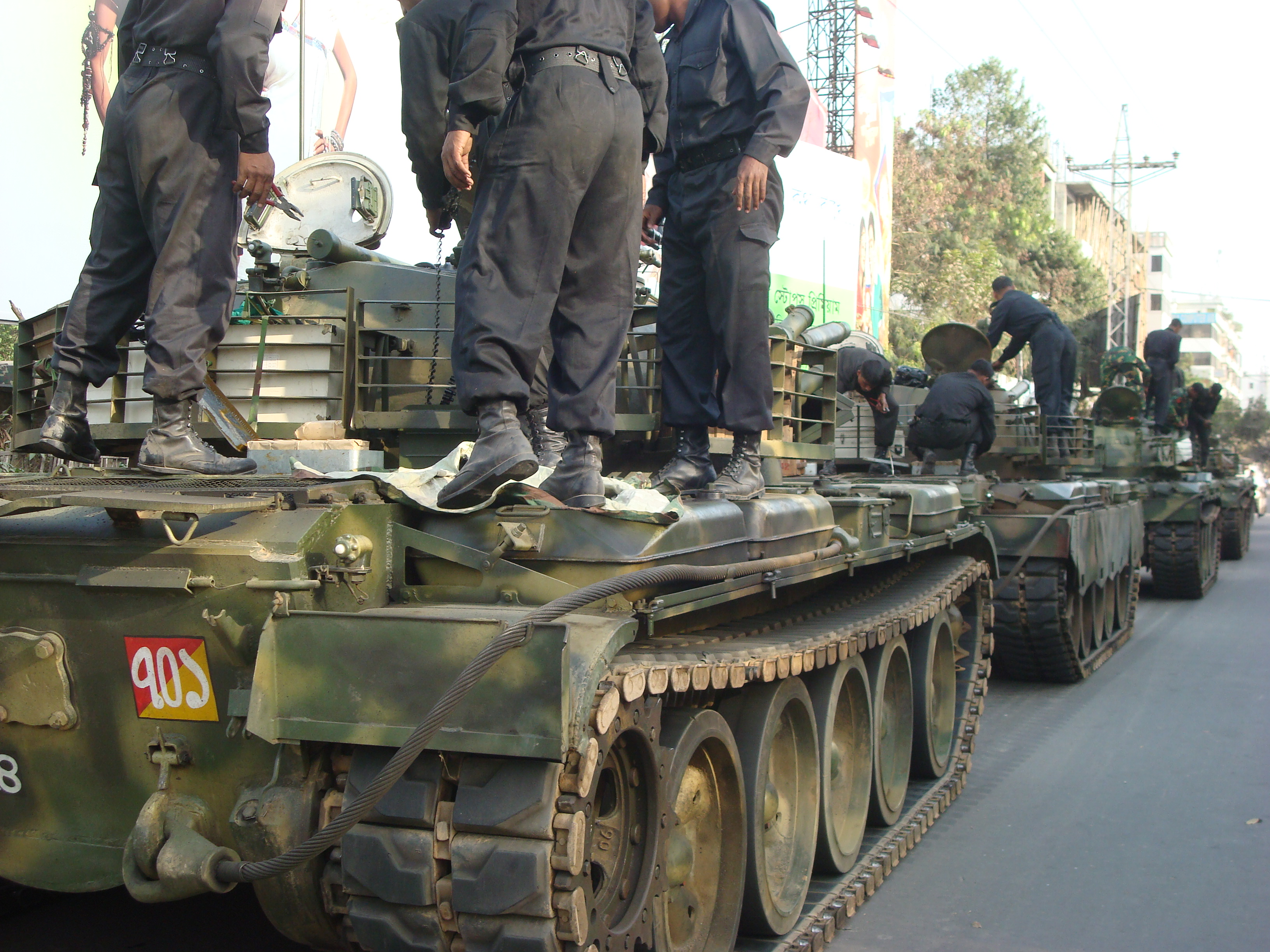
Czołgi na ulicach Dhaki

Premier Bangladeszu Hasina Wazeda, która rządziła przez niecałe dwa miesiące, po przekazaniu przez armię władzy, wezwała do zachowania spokoju. W ciągu jednego dnia rewolta rozszerzyła się na 12 miast m.in.: Feni, Teknaf, Satkania, Sylhet, Dijanpur i Naogon.
W celu ograniczenia skutków jego rozszerzenia wyłączono telefonię komórkową.
Sieci telefonii komórkowej zostały zamknięte w Pilkhanie (kwatera główna wojsk ochrony pogranicza w Dhace) i na wszystkich obszarach poza Dhaką, na polecenie Komisji Regulacji Telekomunikacji – oświadczył rzecznik jednego z operatorów.
26 lutego walki wybuchły w nowych miastach. Tego dnia armia bangladeska spaliła na ulicach Dhaki 10 czołgów. Buntownicy sprzeciwiali się dyskryminacji i domagali podwyżki żołdu oraz lepszych warunków odbywania służby. Zablokowali drogi, ukradli 2500 sztuk broni; wyciągali oficerów z ich biur i domów. Zabito co najmniej 57 dowódców, w tym najwyższego dowódcę oddziałów BDR. Rebelia szybko rozprzestrzeniła się po całym kraju, jednak została stłumiona po 33 godzinach.
27 lutego armia rządowa schwytała i aresztowała 200 najbardziej aktywnych buntowników.
Aresztowaliśmy prawie 200 żołnierzy BDR, którzy zbiegli z koszar w cywilnych przebraniach. Otrzymaliśmy rozkaz zatrzymania buntowników – powiedział po łapance rzecznik elitarnej jednostki sił bezpieczeństwa, Abdul Kalam Azad.
Buntownicy w cywilnych ubraniach zostali złapani podczas próby ucieczki z Pilkhana. Tego dnia rząd ogłosił trzydniową żałobę.
28 lutego ciała ponad 50 oficerów odkryto w grobie na terenie bazy wojskowej w stolicy Bangladeszu. Wielu torturowano, ciała ich pocięto na kawałki lub palono żywcem.
W sumie w buncie zginęły 74 osoby.
Pierwsze wyroki specjalnych trybunałów wojskowych za udział w buncie ogłoszono w kwietniu 2010 roku – skazano wtedy na kary więzienia 29 żołnierzy. 17 czerwca 2012, 611 żołnierzy, którzy podnieśli bunt, zostali skazani na kary od czterech miesięcy do siedmiu lat. 28 sierpnia 2012 skazano kolejnych 665 kolejnych żołnierzy na kary więzienia maksymalnie do lat siedmiu, a 113 dostało po 7 lat. Z kolei 5 listopada 2013, 350 żołnierzy skazano na wyroki do 14 lat więzienia, natomiast 152 wojskowych BDR otrzymało karę śmierci. Podczas rozpraw w trybunałach oskarżeni nie mieli prawa do adwokata i apelacji.